# سيدي اليماني
سيدي اليماني هي جماعة قروية ضمن عمالة طنجة أصيلة شمال المملكة المغربية وهي تابعة لقيادة سيدي اليماني والتي تقع ضمن دائرة أصيلة،  ويحد الجماعة شمالا الجماعة القروية الخلوة وغربا الجماعة القروية الساحل الشمالي وجنوبا الجماعة القروية ريصانة الشمالية وشرقا الجماعتين القرويتين : عياشة وبني گرفط. ما يعني مساحة تعادل 155 كلم مربع. تأوي جماعة أقواس بريش 8.982 نسمة حسب توقعات سنة 2013.

## التسمية
تعود تسمية الجماعة إلى المركز الحضري سيدي اليماني الذي يشكل مركز الجماعة. وتنسب تسمية المدشر إلى أحد الأولياء المدفونين به وهو السيد عمر الرياحي اليماني. وتنتمي أراضي الجماعة إلى قبيلة الغربية.

## المداشر والقرى
يتكون تراب الجماعة من 21 مدشر مختلف الحجم بالإضافة إلى المركز الحضري سيدي اليماني والمداشر هي :
أولاد ابن عبد الله - أولاد برحو - أولاد بو عايشة - أولاد الحاج طاهر - أولاد الرياحي - أولاد الشرقي - أولاد العربي - أولاد عطية - أولاد علال - أولاد العياشي - أولاد الكوش - أولاد موسى - أولاد يحيى - برانة - برانة عين الذهب - زعارة - زعرة عين مقيل - الطواهر - فحص الريحان - قورار والنقاقشة.
و تتوزع هذه المداشر على فرقتين من قبيلة الغربية على النحو التالي:
- البدور : أولاد ابن عبد الله - أولاد الرياحي - أولاد الشرقي - أولاد عطية - أولاد علال - أولاد العياشي - أولاد موسى - أولاد يحيى - زعارة - زعرة عين مقيل - الطواهر - فحص الريحان والنقاقشة
- عمار : أولاد برحو - أولاد بو عايشة - أولاد الحاج طاهر - أولاد العربي - أولاد الكوش - برانة - برانة عين الذهب وقورار.

## الجغرافيا
سيدي اليماني عبارة عن منطقة هضبية تمتد على طول نهري عياشة والوادي الحلو على مساحة 155 كلم مربع، وبالتالي فهي منطقة شبه سهلية تتخللها بعض التلال التي تتجمع في الناحيتين الجنوبية والشرقية للجماعة. ويصل معدل الارتفاع بها إلى 109 متر، في حين يتراوح الارتفاع عموما بين 26 متر عند حوض نهر عياشة و195 متر بتلة عين عمارة عند مدشر النقاقشة.

### المساحة
تقدر مساحة الجماعة ب 155 كلم مربع، عبارة عن مناطق مزروعة ومراعي مفتوحة، حيث لا تتوفر الجماعة على مناطق غابوية. في حين تتوفر على إمكانيات مائية مهمة تتمثل في شبكة مهمة من الأنهار.

### الموارد المائية
انطلاقا من موقعها بالسهول الأطلسية شمال المغرب، تتوفر الجماعة القروية سيدي اليماني على عدة مجاري مائية ويتعلق الأمر بأنهار :
عياشة - الوادي الحلو - وادي سالم - الغابة وشرقان.

## التاريخ
انطلاقا من موقعها بين عياشة وزليل، فلابد أن كانت المنطقة مأهولة سكانيا خلال عصور ما قبل الميلاد. لكن لا توجد للأسف مواقع أثرية تبرهن على ذلك.
خلال الفتح الإسلامي، كانت منطقة سيدي اليماني منطقة تابعة لقبيلتي بني زنون وبني زياد الهواريتين، وخلال القرون الإسلامية الأولى هاجر معظم أبناء هذه القبيلة إلى شمال الأندلس حيث عرفوا ب بني ذي النون وبني رزين وكان لهم باع طويل في تاريخ الأندلس. وقد ظلت المنطقة شبه فارغة من السكان باستثناء بعض القرى المتناثرة الصغيرة حجما ومكانة.
خلال العهد المريني (1195 - 1286) هاجرت قبيلة البدور العنزية القادمة من نجد مع قبائل بني هلال إلى المنطقة وقامت باستيطانها. ولذلك تبدو على تسميات القرى والمداشر السمة الهلالية. وقد كان لقبيلة البدور بالمنطقة حضورا تاريخيا وازنا.
بعد استرداد مدينة أصيلة سنة 1550، عرفت منطقة سيدي اليماني نشاطا ديموغرافيا  يتمثل في الهجرات الأندلسية المنطلقة من منطقة غرب الأندلس (البرتغال) وهذا ما جعل الجبليون يسمون هذه التجمعات السكانية بالغربية نسبة إلى غرب الأندلس ومن المداشر المنشأة خلال هذه الفترة مداشر : أولاد برحو - الطواهر - فحص الريحان والنقاقشة.
خلال عهد السلطان محمد الثالث بن عبد الله العلوي (1757-1790) نقلت عدة مجموعات سكانية نحو المنطقة بهدف تعميرها بأمر سلطاني ويتعلق الأمر بفرقة عمارالمنتمية لعرب بني هلال الذين استقدمهم من منطقة الشاوية والذين يتركز معظمهم بقرى فرقة عمار اليوم.

## سيدي اليماني
تعود فترة إنشاء المركز الحضري لسيدي اليماني إلى القرن الثاني العاشر ومن الظاهر أن ضريح الولي عمر الرياحي اليماني هو أقدم نواة أنشئت بالمدشر كما أن المدشر لا يزال يحمل اسمه. ويضم المركز 1.085 نسمة.
اكتسب مركز سيدي اليماني أهميته الاقتصادية والاجتماعية انطلاقا من السوق الأسبوعي الذي يعقد كل يوم إثنين. فمن الناحية التاريخية يعد مدشر أولاد الرياحي المركز الفعلي للمنطقة ولهذا فهو لا يزال حتى اليوم يحوي ساكنة أكبر بكثير من ساكنة سيدي اليماني المركز الحالي كما أن مساحته المعمارية أكبر من مساحة المركز.

## الاقتصاد
تجعل المؤهلات الجغرافية للمنطقة من توفر السهول والموارد المائية من سيدي اليماني منطقة تعتمد من الناحية الاقتصادية على الفلاحة بشكل كامل وتبلغ المساحة المزروعة سنويا 8.475 هكتار تتوزع على عدة أصناف على النحو التالي :
| الصنف المزروع       | المساحة بالهكتار |
| ------------------- | ---------------- |
| الحبوب              | 3.720            |
| القطاني             | 84               |
| المزروعات التسويقية | 2.754            |
| الخضروات            | 161              |
| المساحة المشجرة     | 1.026            |
| الأعلاف             | 530              |

كما يحظى نشاط تربية المواشي باهتمام مماثل من طرف الساكنة، وتتوزع رؤوس المواشي بالمنطقة حسب الآتي :
| الصنف   | عدد الرؤوس |
| ------- | ---------- |
| الأبقار | 4.264      |
| الأغنام | 11.406     |
| الماعز  | 109        |

## الديموغرافيا
من خلال إحصاء قدمه أوجست مولييراس في كتابه المغرب المجهول : اكتشاف جبالة، كان عدد سكان المداشر المكونة للجماعة : 3.500 نسمة خلال أواخر القرن التاسع عشر وقد استمر هذا العدد في الارتفاع طيلة القرن العشرين ليصل إلى : 11.899 نسمة في إحصاء 1994 والذي تلاه انخفاض في عدد السكان بسبب ارتفاع وتيرة الهجرة، ليصل عدد السكان إلى 10.894 نسمة في إحصاء 2004 ثم 8.982 نسمة في تقديرات 2013.
بلغ عدد سكان المركز سيدي اليماني خلال إحصاء سنة 1994 : 1.110 نسمة لكن هذا العدد اتجه نحو الانخفاض ليصل إلى 1.101 نسمة خلال إحصاء 2004. وسنة 2013 قدر تعداد سكان المدشر ب 1.085 نسمة.

## الدين
كل سكان الجماعة من المسلمين السنة المالكية، لكن بخلاف المنطقة المحيطة لا يوجد للطرق الصوفية موطئ قدم بالمنطقة باستثناء الطريقة الريسونية. ويتواجد بالجماعة 32 مسجد موزع على كافة المداشر بالجماعة منها مسجدين فقط بالمركز الحضري و4 مساجد بمدشر أولاد الرياحي أكبر مساجد الجماعة.